# 335 Roberta
Roberta (asteroide 335) é um asteroide da cintura principal com um diâmetro de 89,07 quilómetros, a 2,043875 UA. Possui uma excentricidade de 0,174073 e um período orbital de 1 421,88 dias (3,89 anos).
Roberta tem uma velocidade orbital média de 18,93373984 km/s e uma inclinação de 5,09258º.
Este asteroide foi descoberto em 1 de Setembro de 1892 por Anton Staus.